# Blaž Rola
Blaž Rola (Ptuj, 5 oktober 1990) is een Sloveense tennisspeler. Hij heeft nog geen ATP-toernooi gewonnen. Wel deed hij al mee aan Grand Slams. Hij heeft vier challengers in het enkelspel en één titel in het dubbelspel op zijn naam staan.

## Palmares

### Palmares enkelspel
| Nr.                  | Datum         | Toernooi    | Ondergrond | Tegenstander in finale | Score            |
| -------------------- | ------------- | ----------- | ---------- | ---------------------- | ---------------- |
| Gewonnen challengers |               |             |            |                        |                  |
| 1.                   | 2 maart 2014  | Guangzhou   | Hardcourt  | Yūichi Sugita          | 6-7(4), 6-4, 6-3 |
| 2.                   | 26 april 2015 | Santos      | Gravel     | Germain Gigounon       | 6-3, 3-6, 6-3    |
| 3.                   | 29 april 2017 | Tallahassee | Gravel     | Ramkumar Ramanathan    | 6-2, 66-7, 7-5   |
| 4.                   | 28 april 2019 | León        | Hardcourt  | Liam Broady            | 6-4, 4-6, 6-3    |

### Palmares dubbelspel
| Nr.                              | Datum             | Toernooi        | Ondergrond    | Partner                   | Tegenstanders in finale          | Score                  |         |
| -------------------------------- | ----------------- | --------------- | ------------- | ------------------------- | -------------------------------- | ---------------------- | ------- |
| Gewonnen ATP-finales herendubbel |                   |                 |               |                           |                                  |                        |         |
| 1.                               | 30 julu 2023      | Umag            | Tapijt (i)    | Nino Serdarušić           | Simone Bolelli Andrea Vavassori  | 4–6, 7–6(7–2), [15–13] | details |
| Gewonnen challengers herendubbel |                   |                 |               |                           |                                  |                        |         |
| 1.                               | 18 november 2013  | Toyota          | Tapijt (i)    | Chase Buchanan            | Marcus Daniell Artem Sitak       | 4-6, 6-3, [10-4]       |         |
| 2.                               | 3 mei 2015        | São Paulo       | Gravel        | Chase Buchanan            | Guido Andreozzi Sergio Galdós    | 6-4, 6-4               |         |
| 3.                               | 20 september 2015 | Cary            | Hardcourt     | Chase Buchanan            | Austin Krajicek Nicholas Monroe  | 6-4, 65-7, [10-4]      |         |
| 4.                               | 27 september 2015 | Columbus        | Hardcourt (I) | Chase Buchanan            | Mitchell Krueger Eric Quigley    | 6-4, 4-6, [19-17]      |         |
| 5.                               | 29 oktober 2017   | Lima            | Gravel        | Miguel Ángel Reyes-Varela | Goncalo Oliveira Grzegorz Panfil | 7-5, 6-3               |         |
| 6.                               | 3 november 2019   | Charlottesville | Hardcourt (I) | Mitchell Krueger          | Sekou Bangoura Blaž Kavčič       | 6-4, 6-1               |         |

## Prestatietabel enkelspel
| Legenda | Legenda                          |
| ------- | -------------------------------- |
| g.t.    | geen toernooi gehouden           |
| l.c.    | lagere categorie                 |
| –       | niet deelgenomen                 |
| G       | uitgeschakeld in de groepsfase   |
| 1R      | uitgeschakeld in de eerste ronde |
| 2R      | uitgeschakeld in de tweede ronde |
| 3R      | uitgeschakeld in de derde ronde  |
| 4R      | uitgeschakeld in de vierde ronde |
| KF      | uitgeschakeld in de kwartfinale  |
| HF      | uitgeschakeld in de halve finale |
| F       | de finale verloren               |
| W       | het toernooi gewonnen            |
| w-v     | winst/verlies-balans             |

| Grandslamtoernooien  |      |      |      |
| Australian Open      | 2R   | 1R   | –    |
| Roland Garros        | –    | –    | 1R   |
| Wimbledon            | 2R   | 1R   | –    |
| US Open              | 1R   | –    | –    |
| ATP Masters 1000     |      |      |      |
| Indian Wells         | –    | –    | –    |
| Miami                | –    | –    | –    |
| Monte Carlo          | –    | –    | –    |
| Madrid               | –    | –    | –    |
| Rome                 | –    | –    | –    |
| Montreal/Toronto     | –    | –    | –    |
| Cincinnati           | 1R   | –    | –    |
| Shanghai             | –    | –    | –    |
| Parijs               | –    | –    | –    |
| Olympische Spelen    |      |      |      |
| Olympische Spelen    | g.t. | g.t. | g.t. |
| Statistieken         |      |      |      |
| Totaal aantal titels | 0    | 0    | 0    |
| Eindejaarsranking    | 80   | 145  | 145  |